# Bośnia (rzeka)
Bośnia (bośn. Bosna, w starożytności Bosona) – rzeka w środkowej Bośni i Hercegowinie, najdłuższa z rzek płynących w całości w tym państwie. Długość – 273 km, powierzchnia zlewni – 10 460 km², średni przepływ – 100 m³/s. Głębokość – 1–3 m (max. 10 m), szerokość koryta – 35–170 m. Najwyższe stany wody występują od marca do maja i listopadzie, a najniższe – w sierpniu i wrześniu.
Źródła Bośni znajdują się na wysokości 560 m n.p.m. na południowych zboczach masywu górskiego Igman w Rudawach Bośniackich, na południowych przedmieściach Sarajewa, w miejscowości Ilidža (niedaleko źródła znajduje się też zabytkowy, kamienny Rzymski most). Stanowią jedną z większych atrakcji turystycznych tego regionu, są bowiem widowiskowe i udostępnione dla turystów; ich wyjątkowość polega na tym, że ze źródeł w skale wydobywa się tyle wody, że od razu tworzą całkiem sporą rzekę. Rzeka przecina zachodni skraj Sarajewa i płynie na północny zachód. W środkowym biegu przełomy Bośni przez twarde skały tworzą kilka wąwozów. Koło Zenicy rzeka zmienia kierunek na północno-wschodni, a koło Zavidović – na północny. Koło wsi Modriča wypływa w dolinę Sawy, do której uchodzi po kilkunastu kilometrach koło wsi Bosanski Šamac. Ujście leży na wysokości 89 m n.p.m.
Płynąc przez góry i przedgórze, Bośnia przyjmuje wiele drobnych dopływów, z których największe to Željeznica (prawy, 27 km), Miljacka (prawy, 36 km), Fojnička rijeka (lewy, 46 km), Lašva (lewy, 49 km), Krivaja (prawy, 101 km), Usora (lewy, 82 km) i Spreča (prawy, 137 km). Bośnia i jej dopływy mają ogromny potencjał energetyczny, niemal zupełnie niewykorzystany – istnieje tylko jedna elektrownia wodna w Bogatić na Željeznicy (6,5 MW).
W dolinie Bośni mieszka ponad milion ludzi, mieszczą się tu też najważniejsze ośrodki przemysłowe regionu Bośni. Dolina rzeki stanowi najważniejszą oś komunikacyjną Bośni – biegną nią linia kolejowa i droga łączące wybrzeże Morza Adriatyckiego (chorwacki port Ploče u ujścia Neretwy) z doliną Sawy, z odgałęzieniami do Banja Luki i Tuzli.